# Oliva parkinsoni
Oliva parkinsoni is een slakkensoort uit de familie van de Olividae. De wetenschappelijke naam van de soort is voor het eerst geldig gepubliceerd in 1975 door Prior.